# 亞歷山大丹尼士Enviro 400
亞歷山大丹尼士Enviro 400（英語：Alexander Dennis Enviro 400）是一款由英國亞歷山大丹尼士生產的兩軸雙層巴士，它也是亞歷山大丹尼士製造的其中一款Enviro系列巴士。於2005年面世的Enviro 400，主要取代兩車軸的丹尼士三叉戟二型及ALX400車身。

## 設計
Enviro 400的底盤是改良自Trident 2（兩軸版丹尼士三叉戟）。Enviro 400的動力配備可選用康明斯ISCe-225歐盟三期環保標準引擎或康明斯ISBe4250歐盟四期柴油引擎，及後實施了歐盟五期標準，則改用ISB6.7E5250B歐盟五期或ISB6.7EV250B環境友好（EEV）環保標準引擎。波箱方面，主要使用Voith DIWA854.3E（其後改為Voith D854.5）四前速或者ZF 5HP502五前速波箱（其後先後改為ZF6HP504C，Ecolife 6AP1203B）。除了原有的柴油引擎版本外，後來ADL推出名為Enviro 400H的混合動力版本。
香港使用的Enviro 400因為需要應付大量依山而建的道路，又要加裝空調設備，原本標配的6.7公升引擎出力不敷使用，所以香港版的Enviro 400都採用氣缸容量達8.9公升的康明斯ISL8.9E5320B歐盟五期柴油引擎，並配用ZF Ecolife 6AP1403B8六前速或Voith DIWA864.5四前速波箱。
Enviro 400的車身採用鋁合金支架，玻璃纖維外殼，除了用於原生的Enviro 400外，亦可以安裝在富豪B9TL或斯堪尼亞N230UD底盤上。2009年起，Enviro 400可選配Facelift版本車身。
2014年，因應歐盟六型排放標準已於2014年1月開始生效，ADL原於2013年底推出Enviro 400MMC，但ADL成功申請到英國National Small Series Type Approval，引致ADL可於2014年繼續生產配歐盟五型引擎的巴士，ADL決定延遲推出Enviro 400MMC，直至2014年5月正式公佈。
Enviro 400MMC的外形有所改變，整部巴士比配歐盟五型/EEV引擎的Enviro 400減少400公斤，柴油版採用歐盟六型的康明斯ISB6.7E6250B六氣缸引擎，另外配合兩款波箱，分別Voith DIWA 854.6或ZF EcoLife 6AP1203B波箱，並可選擇GKN Gyrodrive柴油/飛輪混合驅動系統，油缸由兩款改為一款，放於駕駛艙後，至於車身設計方面，樓梯沿用同廠Enviro 500相近的「Square-Case」設計，側面車窗改用新設計（亞歷山大丹尼士稱為「Quick Release Glazing」），以簡單工具可於數分鐘內安裝或拆除車窗玻璃；為了遷就油缸位置，駕駛艙後無法安裝一人座位，電路板裝設於上層樓梯位側面，Enviro 400MMC備有三種長度可供選擇，包括10.3米、10.9米及11.5米。
Enviro 400MMC除了用於原生的Enviro 400MMC底盤外，亦可以安裝在富豪B5LH、富豪B8L或斯堪尼亞N250UD底盤上。

## Enviro 400在英國

### Enviro 400/Enviro 400H

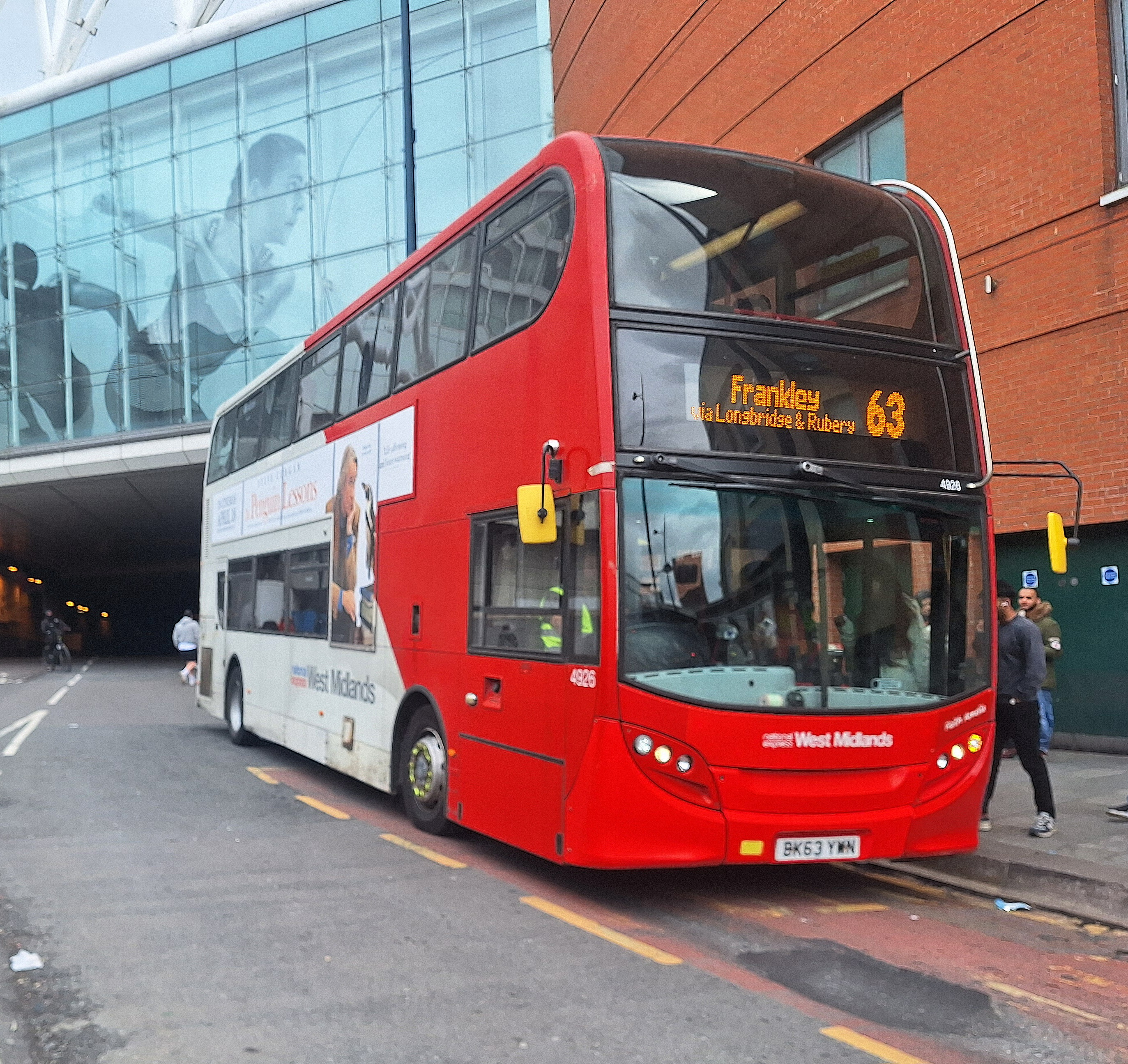
英國伯明翰的亞歷山大丹尼士Enviro 400

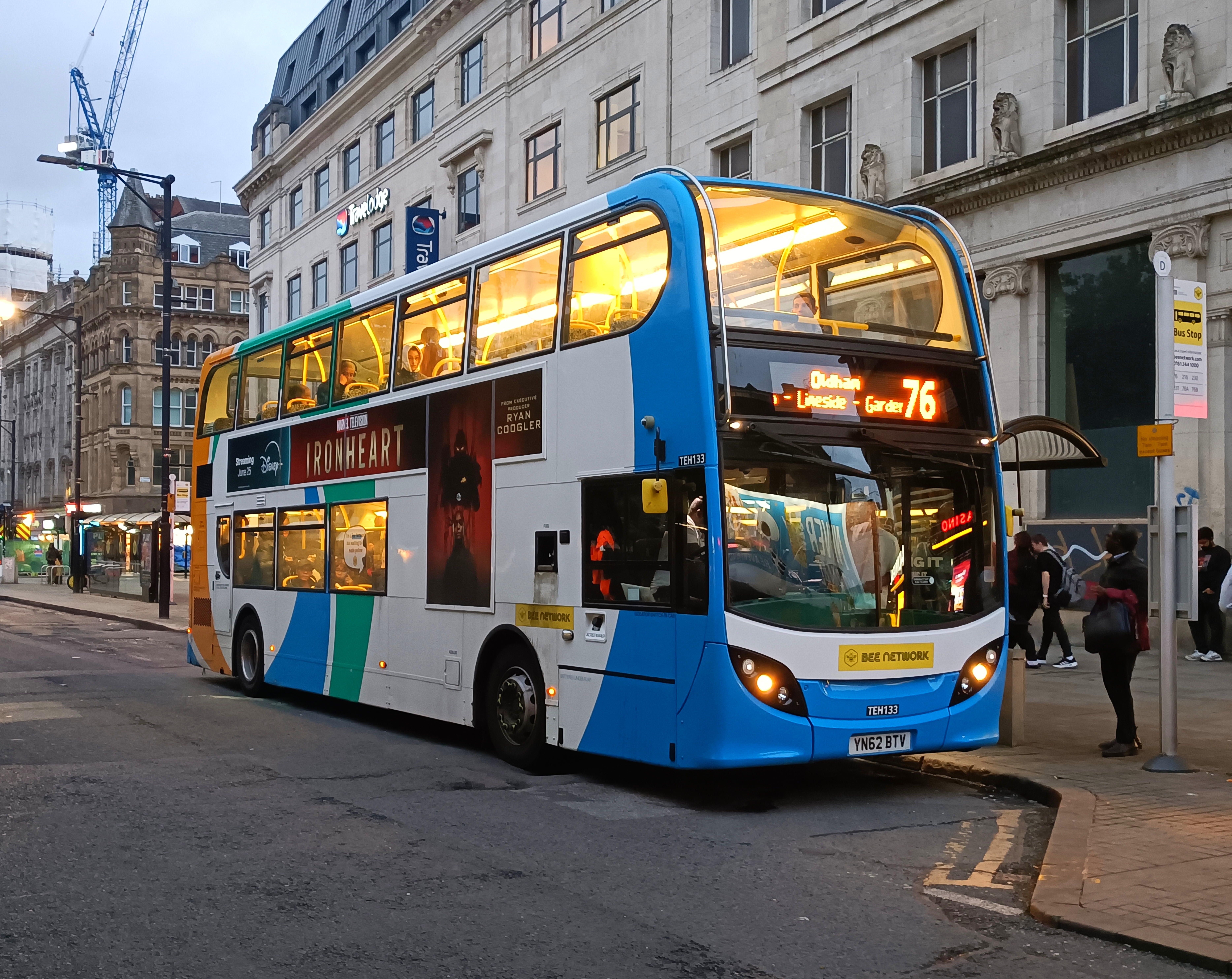
英國曼徹斯特的亞歷山大丹尼士Enviro 400H，為混合動力版本

英國倫敦巴士營辦商Metroline率先訂購28輛Enviro 400，它們已於2006年初投入服務。Stagecoach London的一輛Enviro 400雙門樣辦巴士名為「倫敦精神」（Spirit of London），並取代於2005年7月7日倫敦大爆炸事件中炸毀的丹尼士三叉戟二型，它連同Travel West Midlands（現稱National Express West Midlands）的Enviro 400單門樣辦巴士於"Coach & Bus Live 2005"展出，2輛樣辦巴士已於2006年1月投入服務。Metroline、National Express West Midlands及Stagecoach Group是三叉戟二型巴士的大客戶。
2006年2月，英國Stagecoach Group向Alexander Dennis訂購130輛矮車身的Enviro 400，均為單門設計。
2006年5月，英國London General購入首批附合歐盟四型排放標準的Enviro 400雙層巴士。
2011年，於歐洲外銷的Enviro 400車身更改成符合歐洲委員會的Whole Vehicle Type Approval標準（簡稱ECWVTA）。
多間倫敦巴士營辦商都曾經購入Enviro 400巴士，包括Travel London及London Central，而Stagecoach後來再訂購175輛配備歐盟四型引擎的Enviro 400巴士。

### Enviro 400 MMC

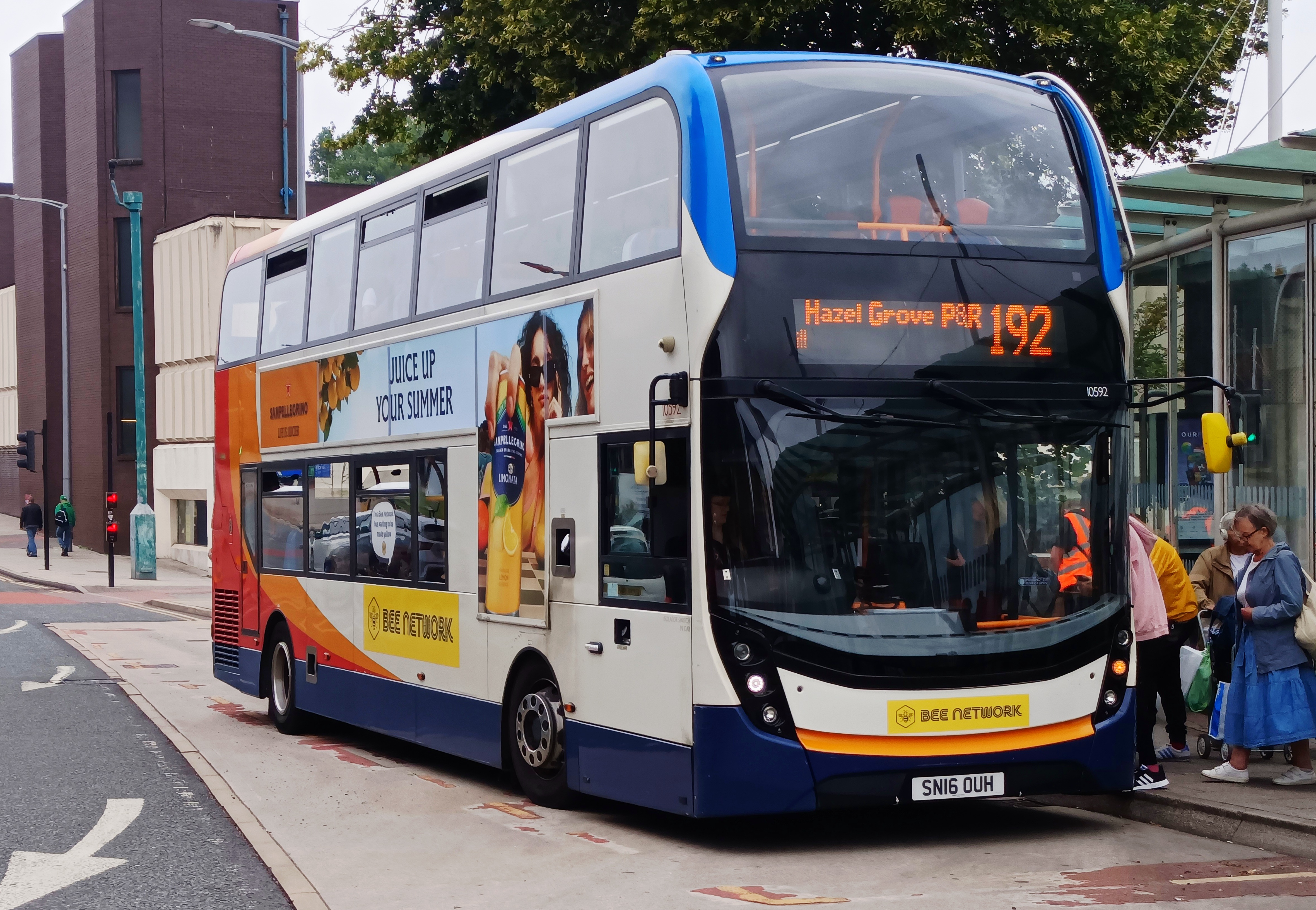
曼徹斯特使用的Enviro400 MMC

2014年3月，Stagecoach宣佈訂購29部Enviro 400 MMC，成為首張對外公佈的訂單。於5月公佈Oxford Bus Company訂購14部（配GKN Gyrodrive混合驅動系統）及Reading Transport訂購24部Enviro 400MMC訂單。Oxford Bus Company的Enviro 400 MMC於2014年9月開始載客，成為首間營運Enviro 400 MMC的公司。
- 2014年底，配康明斯ISBe四氣缸歐盟六型引擎及BAE Systems HybriDrive柴油／電力混合驅動系統的Enviro 400H開始付運。
- 2015年，ADL推出Enviro 400VE（Virtual electric）。用於原有混能系統基礎上，加上無線充電系統讓中途充電，可於任何時間以電動模式行車。

### Enviro 400 City

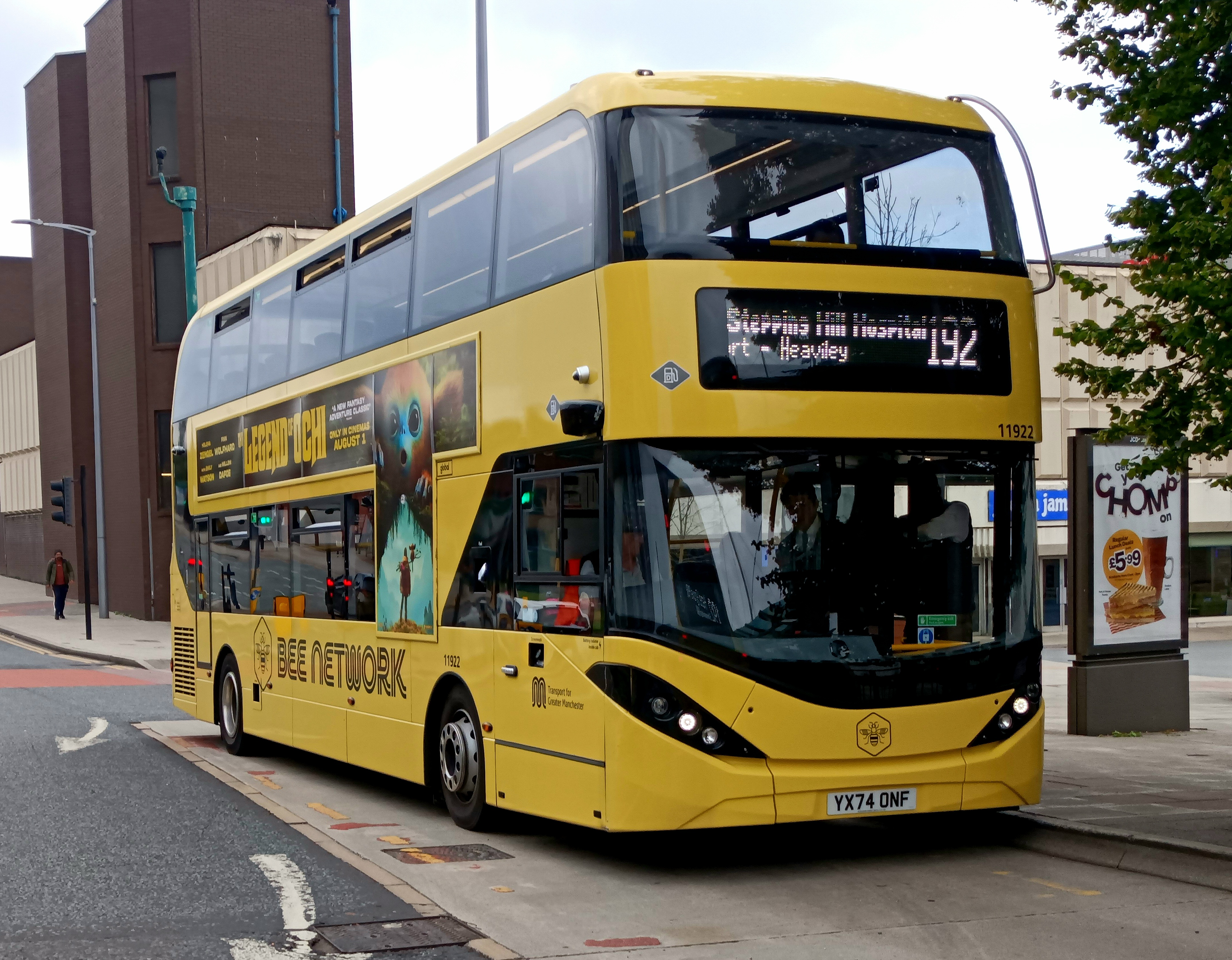
曼徹斯特使用的Enviro400 City

- 2015年9月，ADL推出專為倫敦市場而設的Enviro 400H City，車身上層或樓梯位形態與New Routemaster相若，而車嘴外形更與Enviro 200 MMC相若。
- 2016年，亞歷山大丹尼士推出專為倫敦市場而設的Enviro 400 City。
- 2019年8月，亞歷山大丹尼士推出插電式混合動力版本Enviro 400 Electric Range（簡稱ER）。

### Enviro 400 EV

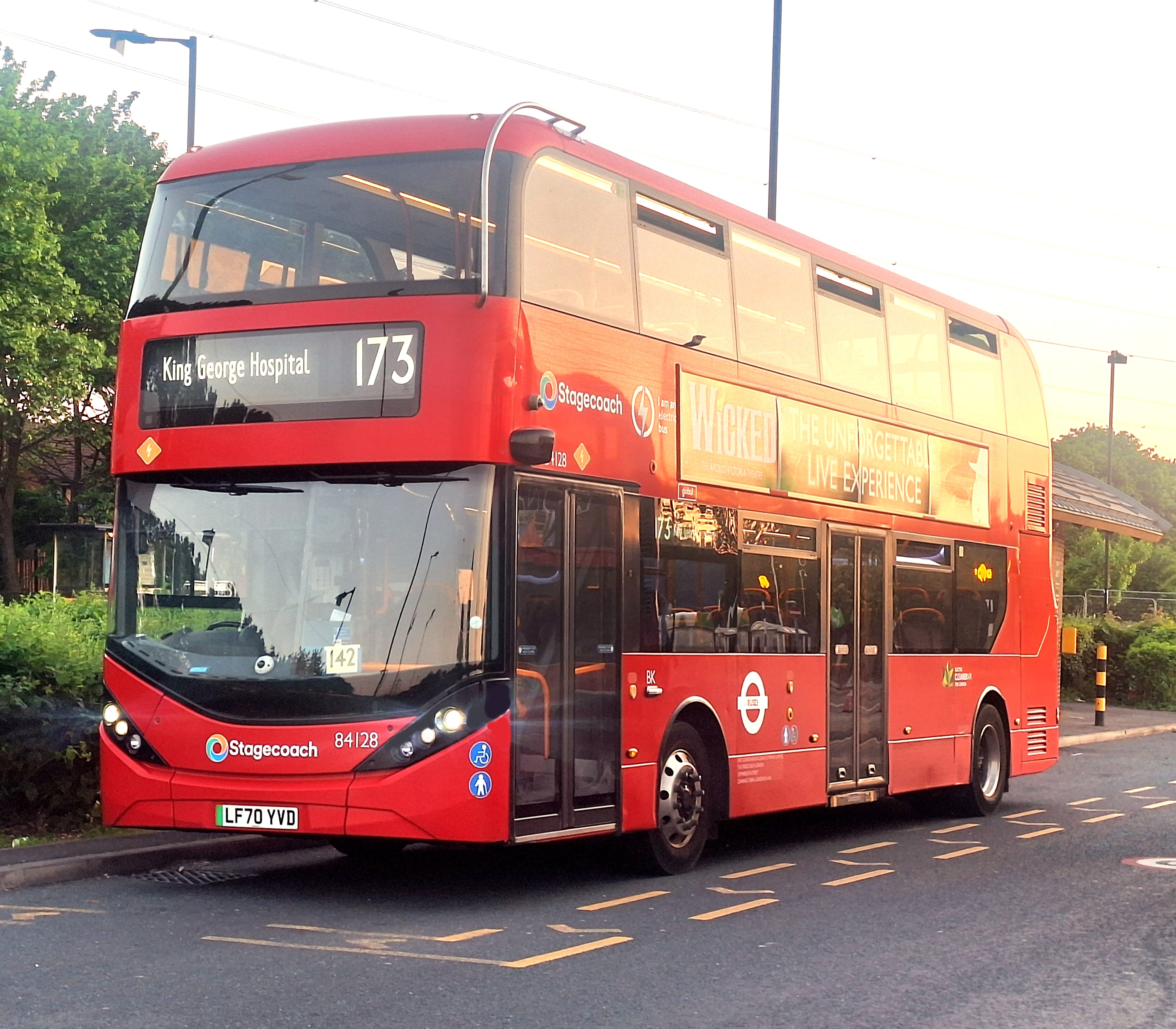
伦敦使用的初代Enviro 400 EV

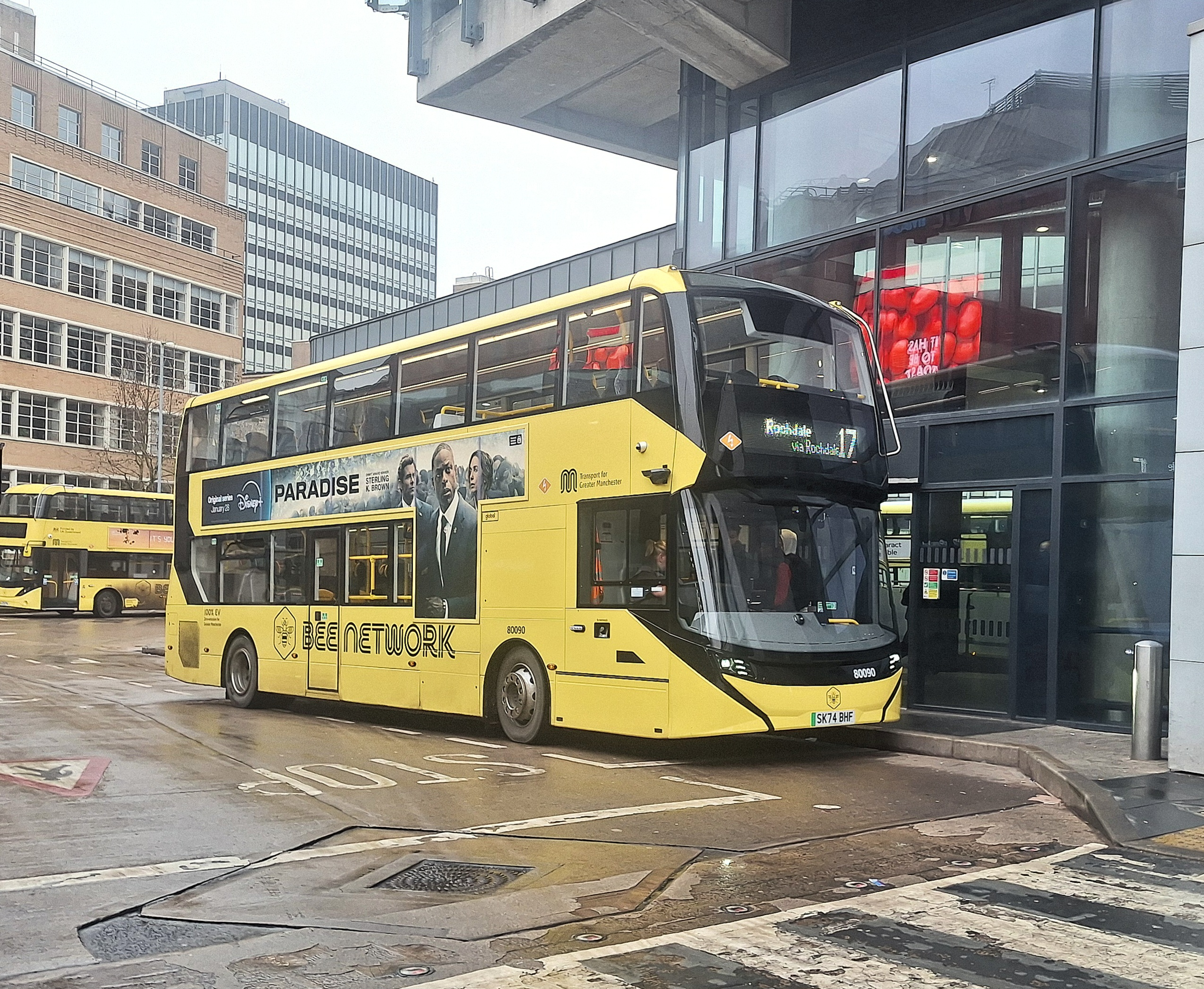
曼徹斯特使用的第二代Enviro 400 EV

- 2018年，亞歷山大丹尼士與比亞迪合作，推出基於Enviro 400 City的初代Enviro 400 EV。這些巴士會在亞歷山大丹尼士的福爾柯克或士嘉堡的廠房建造。
- 2021年，推出Enviro400FCEV。樣辦車於2022年的歐洲巴士博覽會亮相。
- 2022年11月，推出改版第二代Enviro 400 EV。車身及電池位置經過重新設計，並提供472kWh或354kWh電池功率及開逢版本予客戶選擇。首輛巴士於2023年11月出廠。

## Enviro 400在香港
Enviro 400空調巴士是香港自1980-83年九龍巴士試驗丹尼士喝采型和利蘭勝利二型空調巴士（改為非空調後編號為N364及G544），以及1988-91年城巴的利蘭奧林比安兩軸雙層空調巴士（編號為C101，車牌為EB1030）後，再次引進兩軸的雙層空調巴士，也是自1989年以來再次有全新兩軸雙層巴士到港。
因為香港夏季比英國炎熱，空調系統已成為香港巴士的標準裝備，因此ADL車廠以供應英國本土的非空調版Enviro 400巴士為基礎開發香港版本，原有全長10.1米的車身加長至10.45米，以便容納體積較大的引擎及增設空調設備。香港版的Enviro 400因為需要加裝空調系統，又要因應香港地勢斜路多的環境而改配9公升容積的引擎，雖然車廠已經特意減輕車身重量，但香港的空調版Enviro 400滿載後的車軸總負重達到18噸，超出香港法例規定兩條車軸的總負重不可以超過16噸，所以在香港使用的Enviro 400空調巴士需要運輸署批出軸重豁免。香港版的Enviro 400在座位安排上也與英國版有別，為配合加強版引擎的散熱及減輕重量，下層車尾最後一排只設有四個座位，靠近緊急出口的位置不設座位，有別於其他常見車型尾排安裝五個座位，而不論城巴或九龍巴士都在車頭左側設有兩個面向擋風玻璃的座位，是少數安裝有「導航位」的雙層巴士車型。

### 樣辦車

#### 城巴

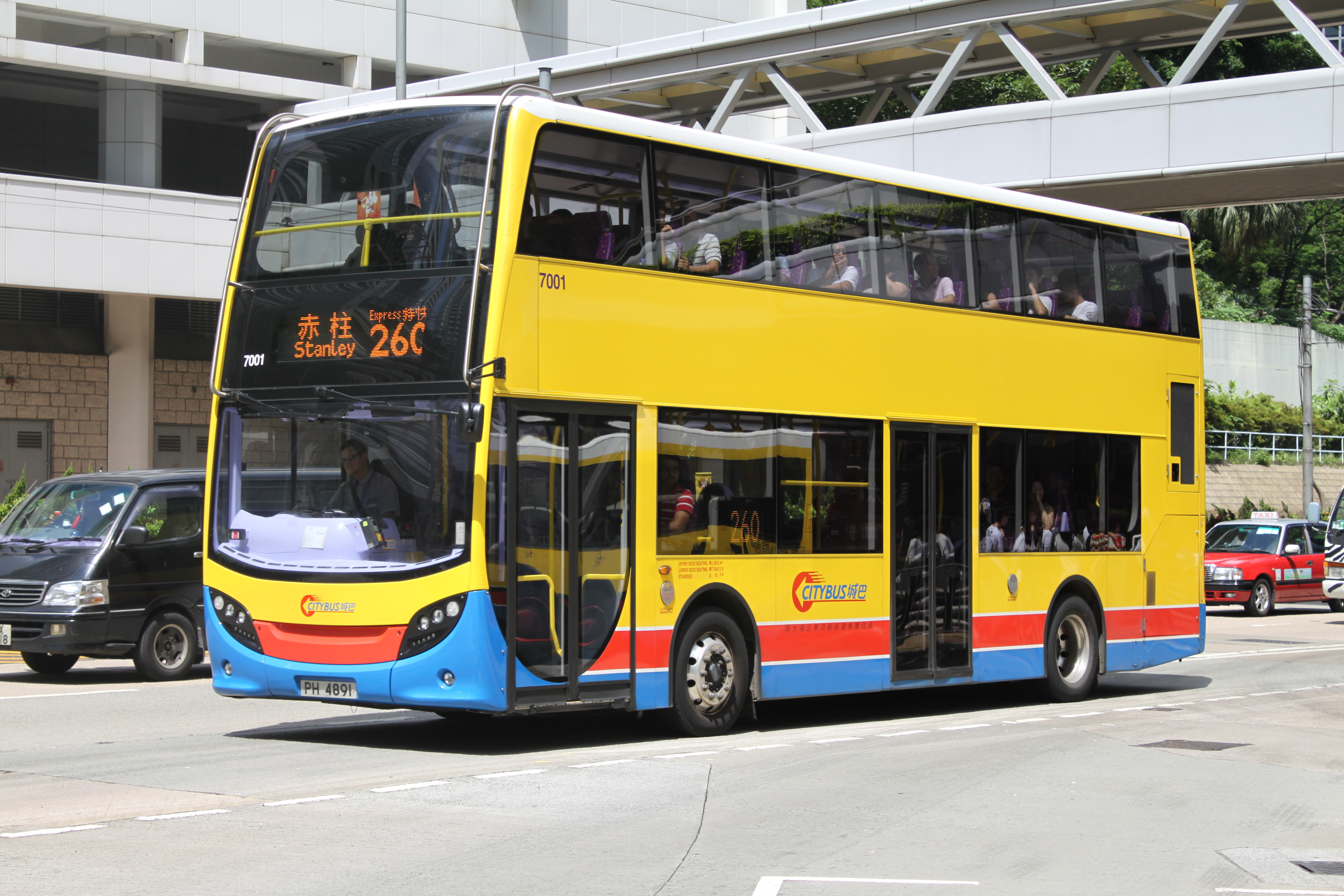
城巴的Enviro 400樣辦車，車隊編號7001

城巴因應旗下的利蘭奧林比安208-220、226、228-235車齡開始接近17年，以及富豪奧林比安239-248及丹尼士巨龍702-712、714-720車齡開始接近16年，而於2009年訂購兩輛配備歐盟五期規格引擎的亞歷山大丹尼士Enviro 400雙層空調巴士進行營運測試。首輛巴士於2009年11月22日連同九龍巴士的一輛同款巴士抵達香港，並停泊於元朗錦田的永凱車場。
城巴引入Enviro 400的背景不同於新世界第一巴士當年特別引進丹尼士三叉戟10.3米行駛山頂路線。這間巴士公司購買Enviro 400的原因，除了用於取代年事已高的短身三軸雙層巴士外，同時也期盼能夠減少營運成本。由於香港主要收費道路及行車隧道都會根據車輛的車軸數量增收路費，所以兩軸巴士可節省按軸數支付的費用。兩軸巴士可用於迂迴曲折的郊區路線外，也可以用於乘客量較低，但單層巴士又不足以應付的路線。
於2009年12月7日，首輛Enviro 400樣辦車交付城巴，車隊編號為7000。該巴士於2010年2月1日出牌，車牌號碼為PC 6795，於2010年2月8日起首航117線，成為首輛在香港投入服務的Enviro 400巴士。而另一部巴士（7001）的機器組件作出更改，如減少冷氣泵一個及減低引擎馬力。7001已於2010年7月2日出牌，車牌號碼為PH 4891，於2010年7月22日首航117線；現時兩車主要行走98線。
7000-7001於2015年7月全數加設電子路線圖。
於2023年10月1日起，所有車輛車隊編號改為31000-31001。

#### 九龍巴士

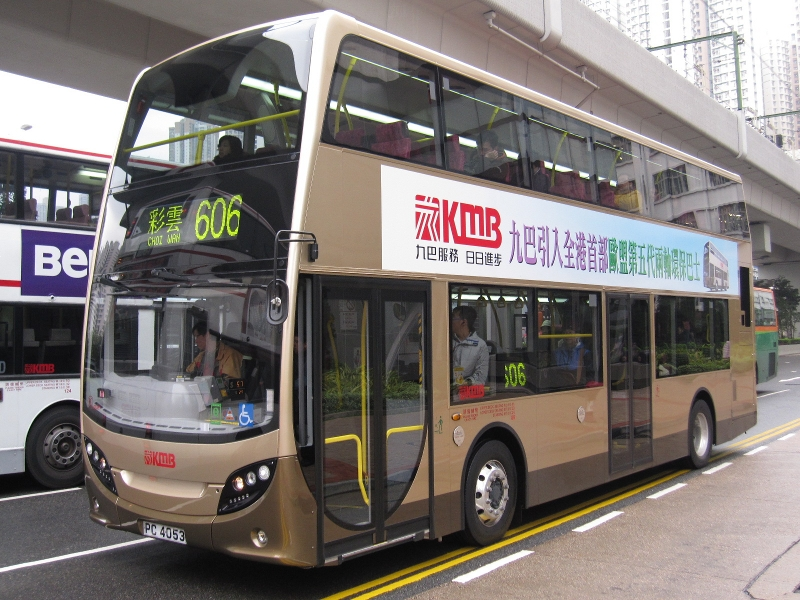
九龍巴士的Enviro 400樣辦車，車隊編號：ATSE1

九龍巴士因應旗下的丹尼士巨龍ADS1-ADS30車齡開始接近17年，而於2009年訂購一輛配備歐盟五期規格引擎的亞歷山大丹尼士Enviro 400雙層空調巴士進行營運測試。巴士於2009年11月22日連同城巴首輛同款巴士抵達香港，並停泊於元朗錦田的永凱車場。
2009年12月7日，九龍巴士接收該樣辦車，原設的樹擋在出牌前已被拆除。樣辦車於2010年1月18日出牌並入籍九龍灣車廠，車牌號碼為PC 4053，車隊編號定為ATSE1。該車於2010年2月9日出現於尖沙咀拍攝新一期《九巴年報》，並於2010年2月17日首航606線。

### 城巴

#### 31002-31039(7002-7039)

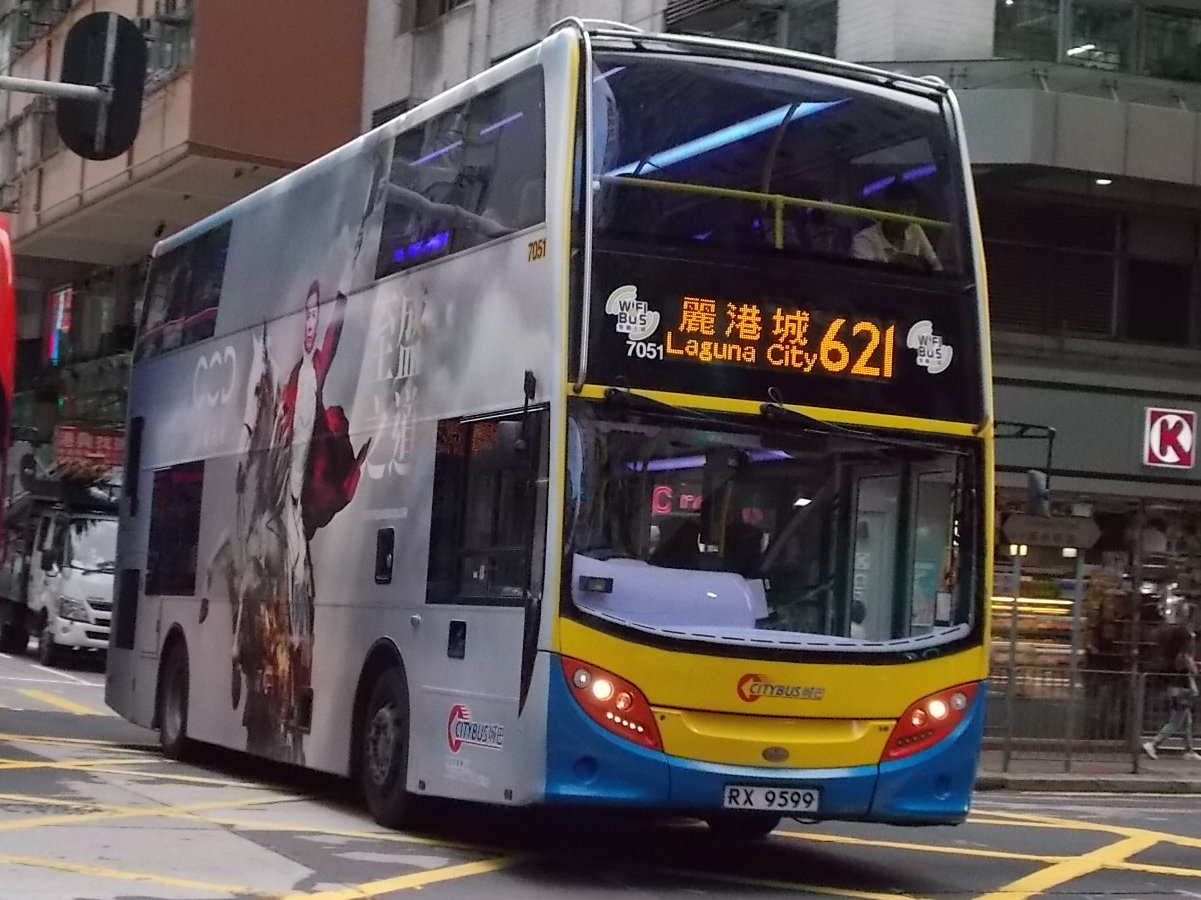
城巴的Enviro 400量產型

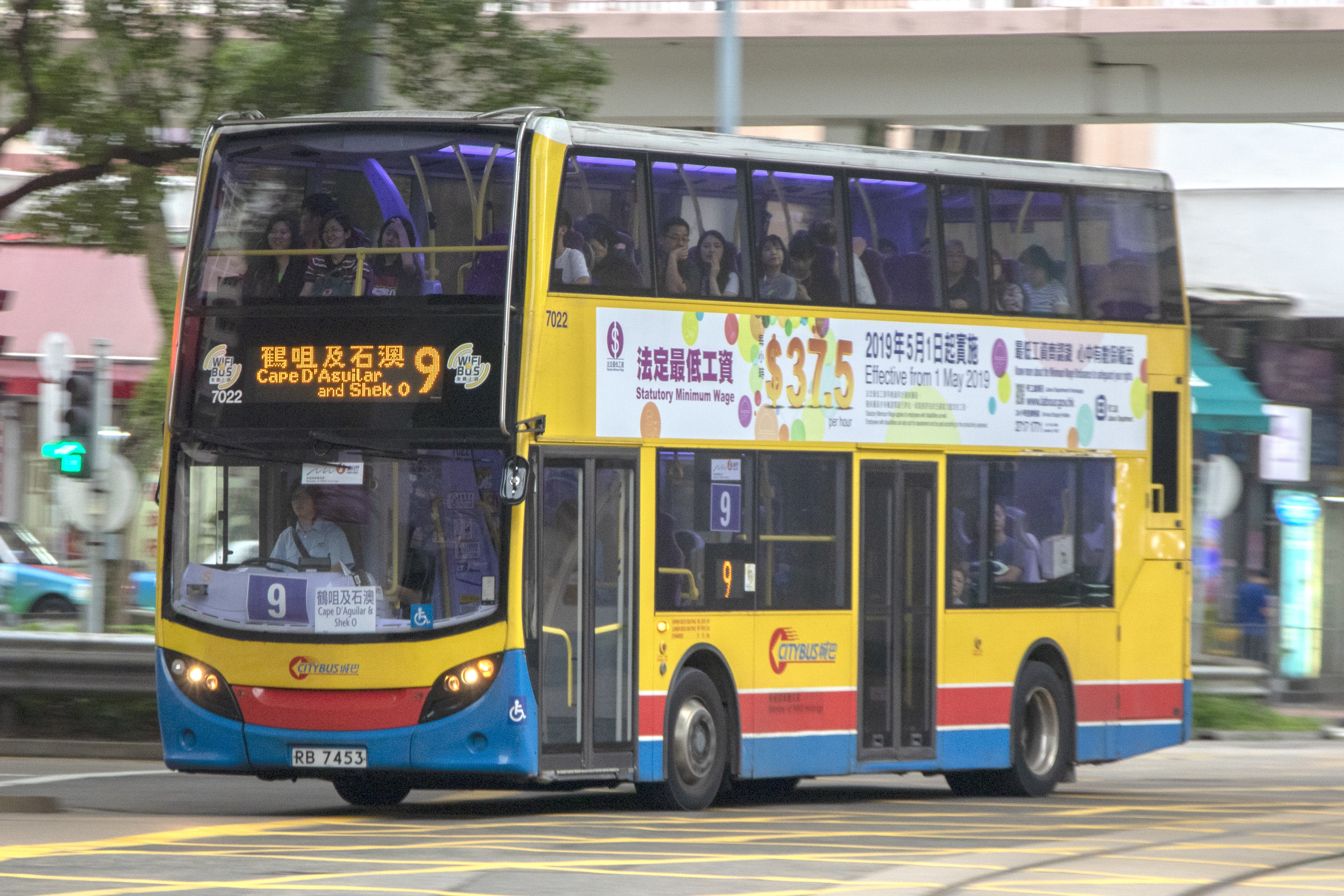
2019年，新世界第一巴士向城巴租用的7022／RB7453行走9號線前往石澳。

於2010年11月4日，於英國伯明罕舉行的Euro Bus Expo 2010展覽中，Alexander Dennis公司在記者招待會上證實，收到新創建集團為城巴加訂38部Enviro 400巴士的訂單，但新車改由珠海廣通客車（中興智能汽車）負責組裝車身。新車車隊編號定為7002-7039，用於取代因年事已高而直接退役的10.4米的利蘭奧林匹克、10.4米的富豪奧林比安及頭批10.3米的丹尼士巨龍。巴士的規格與7000、7001大致相同，沿用直梯設計，但長度比樣板車為短，油缸收藏於樓梯底呈45度角擺放。但為盡量減輕車身重量以換取更高載客量，新車取消上層車頭的新款路訊通顯示器組件，亦改用的Lazzerini Pratico 3840 輕量版座椅，這款座椅有92%為循環再造物料，重量較原有座椅減少14%，加上樓梯已被縮短，新車上層能夠比7000和7001多安裝6個座位，但企位相應因座椅增加而減少4個，令全車總載客量增至90人。車頭大燈下方仍設有LED日行燈凹槽，不過並未裝有LED燈，而下層改用太平門，油箱入口處不設掩蓋，地台改用深藍色，中門改用Ventura橫推式中門，並加裝電子路線圖；這批巴士已於2011年8月至12月全數出牌和投入服務。
於2023年10月1日起，所有車輛車隊編號改為31002-31039。

#### 31040-31059(7040-7059)
2012年2月，新創建集團為城巴訂購30輛Enviro 400，後來其中10輛的訂單改為三軸版的Enviro 500 11.3米，Enviro 400的訂單修訂為20輛，車隊編號定為7040-7059，由珠海廣通客車（中興智能汽車）負責組裝車身，巴士的規格與上一批（7002-7039）大致相同，但車頭大燈配件由黑色改為紅色、下方的LED日行燈凹槽已安裝白色LED日行燈，及改用日本電裝GD4（4個散熱風扇）空調機，用於取代最後兩批為數共20輛於1996-97年服役（721-740），但年事已高而直接退役的丹尼士巨龍10.3米，Enviro 400分為兩批次到港，每批各10輛，首批全數於2013年2月服役，而次批的首7輛於同年3月中至4月初服役，同批最後三輛於5月底服役。
城巴全數60輛Enviro 400巴士，目前主要行走6、6A、6X、71、73、95C、103、260、973等港島南區路線，尤其赤柱路線為主，以針對深水灣、淺水灣及赤柱一帶狹窄多彎的路面。
2019年，受到山頂纜車進行翻新工程而暫停服務的影響，新世界第一巴士向城巴租用部分Enviro400行走9及14線，以便騰出足夠Enviro400 Euro V（3800-3859）行走受加列山道天橋高度限制的15、15B及新增的X15線。
於2023年10月1日起，所有車輛車隊編號改為31040-31059。

### 九龍巴士

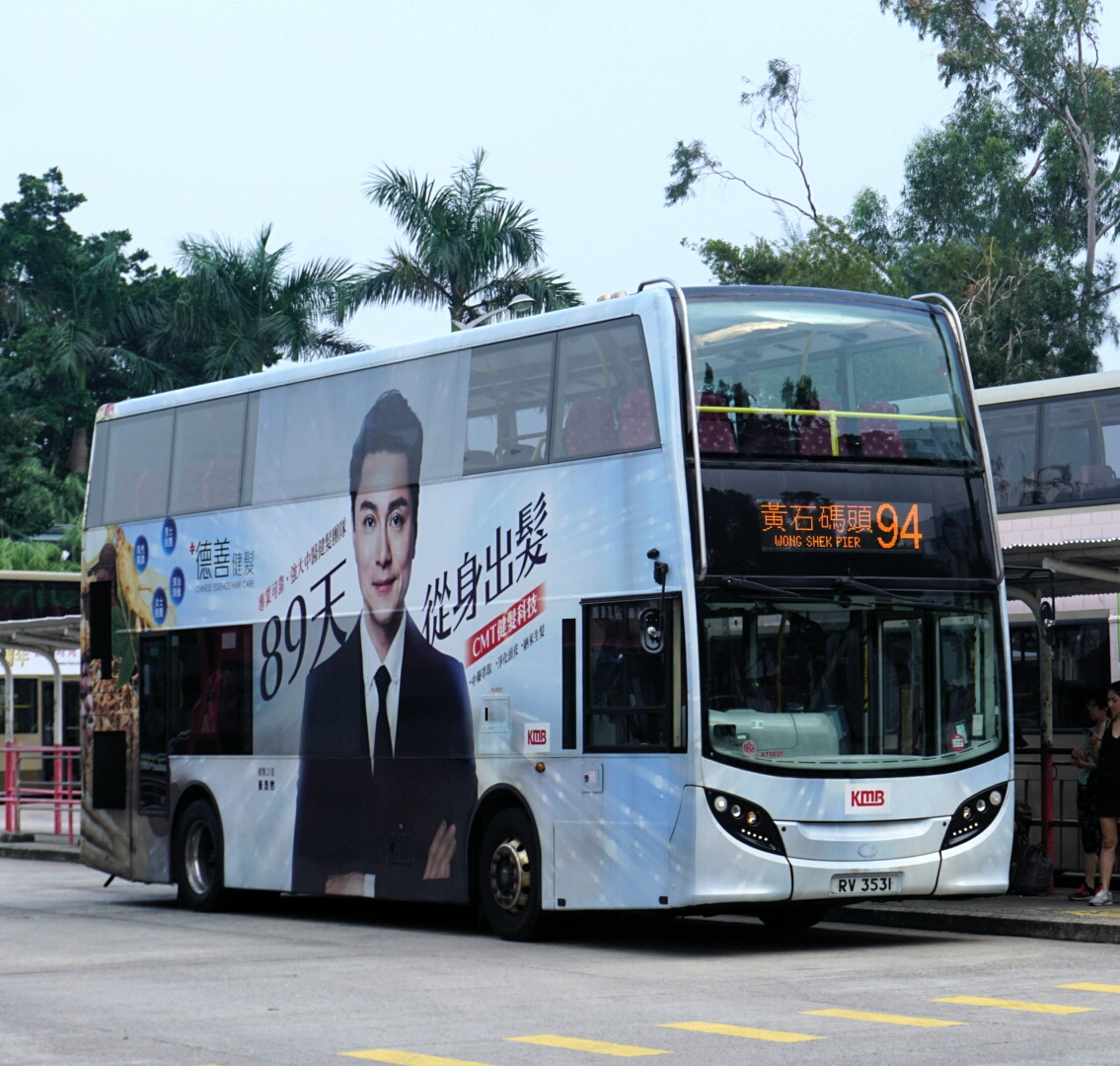
九龍巴士的Enviro 400量產型行駛94線

2012年2月初，九龍巴士向亞歷山大丹尼士訂購50輛Enviro 400（車隊編號為ATSE2-51），用於取代因年事已高而直接退役的1995年富豪奧林比安及第三批（1995年）的丹尼士巨龍11米，認為減少營運成本，這批巴士由珠海廣通客車（中興智能汽車）裝嵌車身。其中ATSE2已於2012年9月到港。量產型Enviro 400使用Hanover橙色LED電子顯示屏（為九龍巴士首款使用），配置Vogel Revo白色巴士仔圖案座椅（與AVBWS1同款）。為有效利用車廂空間提高載客量，下層車廂的前軸輪拱左方設有兩個面向車頭的座椅，駕駛座隔板後方則設有一個面向前方的單人座椅，這種座位編排是九龍巴士車隊中罕有選用的設計。上層車頭沒有設置路訊通顯示器組件，波箱改用Voith D864.5的產品；此批Enviro 400已於2012年11月9日至翌年2月21日全數出牌及投入服務。目前行走路線 7B、30、46、53、64K、77K、91、92、103及276線，部份車輛或會行走34及34M線。
ATSE於2018年11月起全數LED光管照明由淺藍色更換為白色以及陸續為這批巴士加裝樹擋；ATSE於2019年9月全數加設電子路線圖。

### 港鐵巴士

#### 140-148

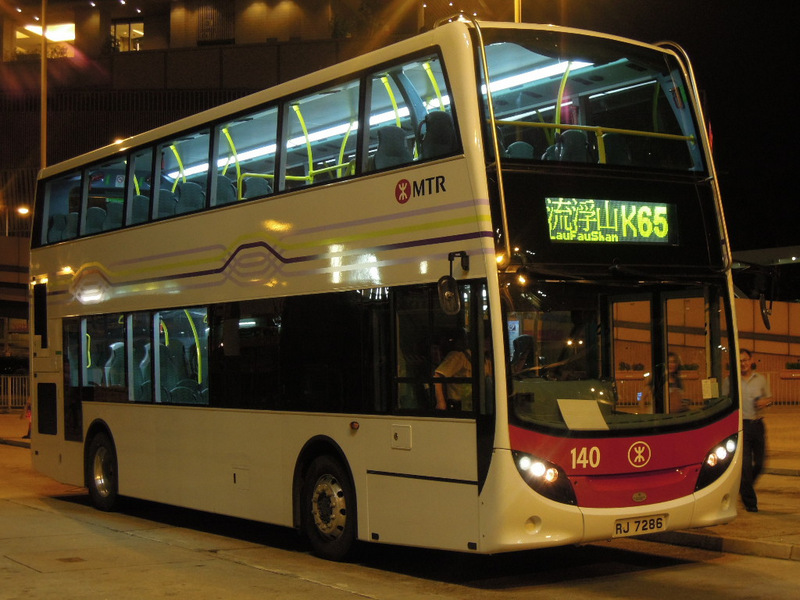
港鐵巴士的Enviro 400量產型

亞歷山大丹尼士於2011年宣佈已確認港鐵公司9輛Enviro 400及9輛亞歷山大丹尼士Enviro 500，合共18輛巴士的訂單，用以取代車齡已接近17年的1995年富豪B10M（401-415）及丹尼士飛鏢（501-503）。新車由珠海廣通客車（中興智能汽車）負責組裝車身，已於2012年運抵香港，車隊編號為140-148。全車規格與城巴7002-7039完全相同，繼續沿用直梯設計，但不設任何路訊通顯示器組件，同時加設Hanover報站系統。車內扶手改為凹凸紋設計，而油箱、水箱及尿素缸設有掩蓋，下層車尾右邊採用整幅式玻璃太平門。
港鐵首2輛Enviro 400巴士（140、141）已於2012年5月7日領牌，並先後於5月尾至7月初投入服務，行走K65線。其餘7輛Enviro 400（142-148）已於同年8月3日至9月14日全數出牌及投入服務。
其中一輛巴士（147，車牌號碼：RP3460）於2017年6月1日下午K65路線由流浮山開往元朗東期間，駛至流浮山屏廈路近鳳降村附近時，一輛中型貨車從停車場倒後駛出，車尾撞向巴士左邊車身，巴士下層左邊後座玻璃整塊碎裂，散落一地。底盤亦此而損壞，雖然事後曾經維修完成而復出，但最終於2021年停止行走，並提早於2023年9月16日退役，車齡11年多，成為全港第一輛退役的Enviro 400型巴士。

#### 149-150
2016年，港鐵訂購2輛Enviro 400雙層巴士（149、150）擴充港鐵巴士車隊，同時原有10輛Enviro 500 MMC 11.3米新車的訂單向下修訂為8輛，由珠海廣通客車（中興智能汽車）負責組裝車身，兩輛新車於2018年6月20日正式出牌和投入服務。
由應運輸署要求，所有車輛即將在上層所有座位安裝安全帶。

### 新世界第一巴士

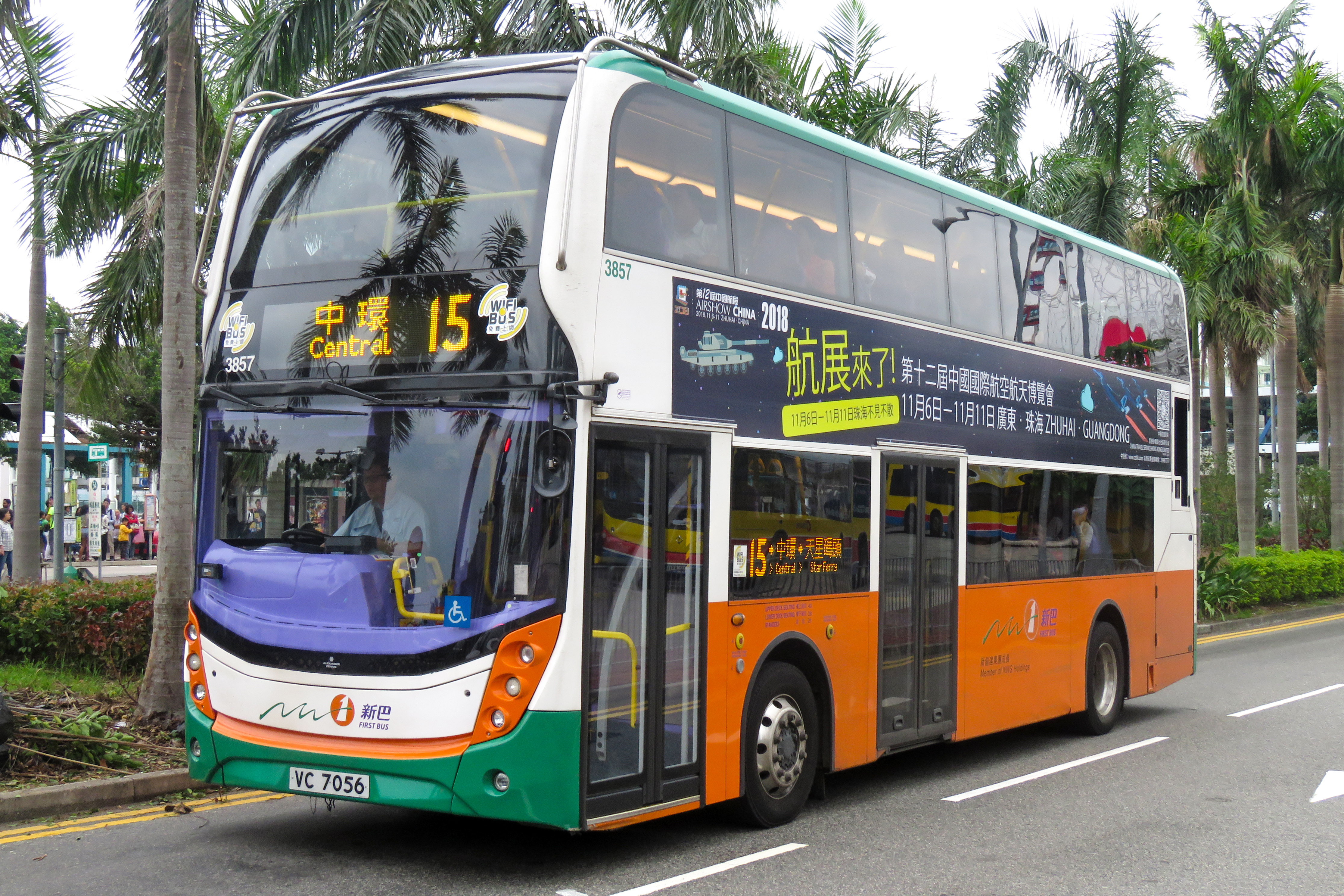
新世界第一巴士的Enviro 400矮車身版本

2015年9月，亞歷山大丹尼士在網上公佈業績，指出將會添置60輛採用高度為4.17米矮車身的Enviro 400歐盟五期雙層巴士，選用矮車身主要因應山頂路線需要穿過加列山道天橋的高度限制，預計這批矮身Enviro 400於2016年12月抵港。網上有討論指這批巴士由新世界第一巴士訂購，並有傳採用新型Enviro400 MMC底盤，但其後證實為舊版Enviro 400底盤。這批車原本用以取代全數60輛丹尼士三叉戟10.3米（33XX），但最終改為取代歐盟2期的1999年丹尼士三叉戟10.3米（3301-3340）及1999年-2000年10.6米同款雙層巴士（1624、1639、1640、1644-1646、1648、1653、1655-1661、3601），以及部分1998年丹尼士飛鏢10.1米單層巴士（2061-2065、2076-2094）。因應港島石澳等地段對車輛的迴轉限制，這批矮身的Enviro 400特別縮短長度，頭跨較標準版的Enviro400為短，上客的前門亦因而較窄，因此輪椅斜板安裝在平常用於落客的中門，這點與短身的丹尼士三叉戟10.3米（33XX）相似，為減輕重量於是與城巴的Enviro 400一樣採用Lazzerini Pratico 3840輕量化座椅。前軸左方的輪拱除了原有2個面向車頭的座椅外，增設2個背向車頭的座椅，輪椅停放區改設於樓梯的後方，動態巴士站顯示屏位於樓梯底。因應九龍巴士曾經發生乘客意外撞破車門玻璃跌出車外的事故，Enviro 400的滑動式落客車門設有橫鐵作為欄杆。由於新世界第一巴士計劃把矮身的Enviro 400用於行駛山頂、石澳、淺水灣、赤柱等狹窄山區及泳灘路線，所以特別加強動力組合，配備康明斯ISL8.9E5320B歐盟5期環保標準引擎（於2016年9月8日，相關巴士已通過噪音審核測試），及改用Voith D864.5波箱（與九龍巴士量產型Enviro 400相同），配上6.2:1尾牙以增強爬坡性能。車尾頂部的燈採用與Enviro500 MMC Hybrid相似的設計。巴士車頭設有一組H形樹擋，在首輛車運抵香港時樹擋的橫條原為黃色，及後統一改為銀色。
底盤於2016年9月15日抵達珠海廣通客車廠（中興智能汽車）等候裝嵌，工程於10月開始陸續完成，首輛新車已於2016年11月2日抵港，並於翌日進行首次驗車，其中一輛新車已於同年11月20日獲編號為3800。首4輛巴士（3800-3803）於2016年12月22日出牌，並於2016年12月28日晚上分別首航82（3802）、106（3803）、111（3800）及694線（3801、3803），後來成為8號線、81線的主力用車。由於亞歷山大丹尼士方面早於2016年初已經關閉Enviro400底盤的生產線並改為生產Enviro 400MMC底盤，故此新世界第一巴士的矮身版Enviro400巴士是由亞歷山大丹尼士於英國另設生產線生產，且底盤編號編碼方式亦因應舊底盤停產而依照Enviro 400MMC的編碼方式編碼；全數新車已於2016年12月22日至2018年2月5日正式出牌和投入服務。
由應運輸署要求，所有車輛即將在上層所有座位安裝安全帶。
於2023年7月1日起，所有車輛已過渡至城巴，車隊編號改為31500-31559。

### 新大嶼山巴士

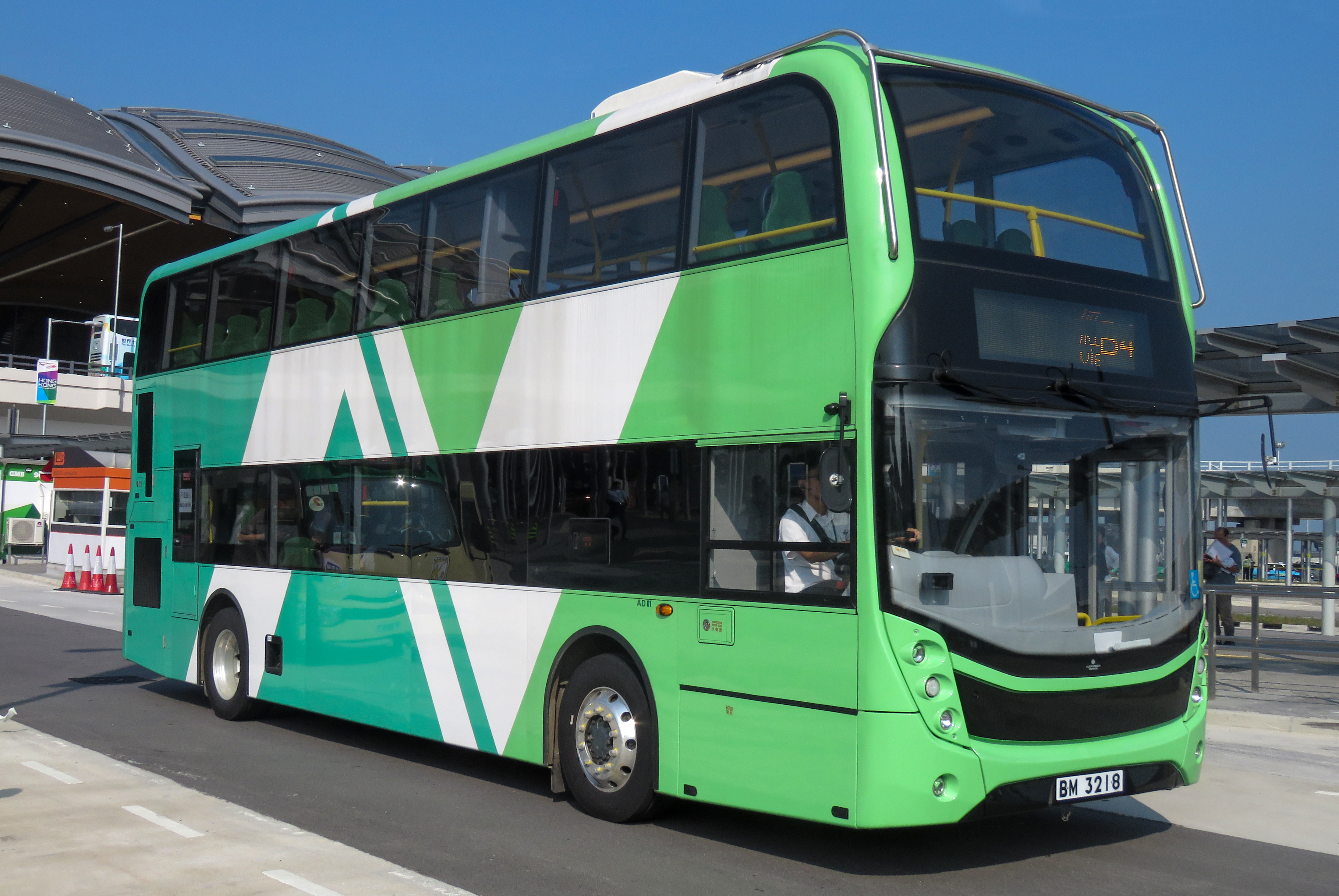
行駛新大嶼山巴士B4線的Enviro400

新大嶼山巴士於2017-2018年訂購30輛歐盟五期雙層巴士，訂單中除16輛猛獅A95 ND363F（MDR01-16）外，還有14輛矮身版Enviro400，作為日後3M改為全線雙層巴士的車隊。預計2018年第2季度運抵香港，並與新世界第一巴士60輛同款巴士的規格相同。車隊編號定為AD01-14，全數新車已於2018年8月1日至10月25日正式出牌和投入服務。
由應運輸署要求，所有車輛即將在上層所有座位安裝安全帶。

## 配Enviro 400車身的富豪B9TL
首輛配亞歷山大丹尼士Enviro 400車身的兩軸版B9TL樣辦巴士（髹上Arriva的車身色彩）於2006年11月舉行的Euro Bus Expo車展展出。
愛爾蘭都柏林的都柏林巴士公司率先訂購50輛配備Enviro 400車身的兩軸版B9TL巴士，並於2007年付運。大部分兩軸版B9TL巴士已於2007年下半年投入服務。

## 配Enviro 400車身的斯堪尼亞N230UD
英國捷達集團（Stagecoach）於2007年2月28日宣佈已訂購25輛裝有Enviro 400車身的斯堪尼亞N230UD，它們已於2008年初付運。

## 配Enviro 400MMC車身的富豪B8L
2018年，英國洛錫安巴士公司訂購了42輛配亞歷山大丹尼士Enviro400 XLB車身（基於車身內部結構關係並沒有歸類為亞歷山大丹尼士Enviro 500 MMC）的富豪B8L，已於2019年投入服務。

### 同廠車型
- 亞歷山大丹尼士Enviro 500（已停產）
- 亞歷山大丹尼士Enviro 500 MMC

### 競爭車型
- 富豪B5TL
- 富豪B9TL（已停產）
- 富豪B8L
- VDL DB300
- Wright StreetDeck

## 外部連結
- （英文） Enviro 400型號官方說明
- 香港巴士大典上的相关条目：Enviro400